# Ngũgĩ wa Thiong'o
Ngũgĩ wa Thiong'o, rodným jménem James Ngugi (5. ledna 1938, Kamiriithu, Keňa – 28. května 2025, Buford, Georgie, USA) byl keňský spisovatel, původně píšící anglicky, později kikujsky a svahilsky. 
Své původní jméno, angličtinu i křesťanství odvrhl jako dědictví kolonialismu. Roku 1977 byl autoritářským keňským režimem uvězněn, po kampani Amnesty International byl po roce propuštěn a uprchl do USA, kde působil na Yaleově univerzitě, Newyorské univerzitě a University of California v Irvine. Roku 2004 se vrátil s manželku do Keni, avšak po jejich napadení a okradení se vrátil do Spojených států.

### Romány
- Weep Not, Child (1964)
- The River Between (1965)
- A Grain of Wheat (1967)
- Petals of Blood (1977)
- Caitaani mutharaba-Ini (1980)
- Matigari ma Njiruungi (1986)
- Mũrogi wa Kagogo (2004)

### Povídky
- A Meeting in the Dark (1974)
- Secret Lives, and Other Stories, (1976)

### Divadelní hry
- The Black Hermit (1963)
- This Time Tomorrow (1970)
- The Trial of Dedan Kimathi (1976)
- Ngaahika Ndeenda: Ithaako ria ngerekano (1977)

### Eseje
- Homecoming: Essays on African and Caribbean Literature, Culture, and Politics (1972)
- Writers in Politics: Essays (1981)
- Decolonising the Mind: The Politics of Language in African Literature (1986)
- Moving the Centre: The Struggle for Cultural Freedom (1993)
- Penpoints, Gunpoints and Dreams: The Performance of Literature and Power in Post-Colonial Africa (1996)

### Vzpomínky a deníky
- Detained: A Writer's Prison Diary (1981)
- Dreams in a Time of War: a Childhood Memoir (2010)
- In the House of the Interpreter: A Memoir (2012)
- Birth of a Dream Weaver: A Memoir of a Writer's Awakening (2016)

### Publicistika
- Education for a National Culture (1981)
- Barrel of a Pen: Resistance to Repression in Neo-Colonial Kenya (1983)
- Mother, Sing For Me (1986)
- Writing against Neo-Colonialism (1986)
- Something Torn and New: An African Renaissance (2009)

### Pro děti
- Njamba Nene and the Flying Bus (1986)
- Njamba Nene and the Cruel Chief (1988)
- Njamba Nene's Pistol (1990)